# Mary Black
Mary Black (født 22. maj 1955 i Dublin) er en irsk sanger. Hun er kendt som fortolker af både folkemusik og moderne musik, hvilket har gjort hende til en kendt artist i sit hjemland Irland og i mange andre lande.
Hendes søn Danny er medlem af det irske rockband The Coronas.
Den irske folkrockgruppe The Corrs indsang en coverversion af hendes sang "No Frontiers" fra albummet af samme navn fra 1989, på deres "unplugged" album The Corrs Unplugged, der blev udgivet i 1999.

## Diskografi[4]

### Studiealbum
- 1983 Mary Black
- 1984 Collected
- 1985 Without the Fanfare
- 1987 By the Time It Gets Dark
- 1989 No Frontiers
- 1991 Babes in the Wood
- 1993 The Holy Ground
- 1995 Circus
- 1997 Shine
- 1999 Speaking with the Angel
- 2005 Full Tide
- 2011 Stories from the Steeples

### Opsamlingsalbum
- 1990 The Best Of Mary Black
- 1992 The Collection
- 1995 Looking Back
- 1998 Song for Ireland
- 2001 The Best of Mary Black 1991-2001 & Hidden Harvest
- 2008 Twenty Five Years, Twenty Five Songs